# Marc Porci Cató (tribú de la plebs 99 aC)
Marc Porci Cató (en llatí: Marcus Porcius Cato) va ser fill de Marc Porci Cató Salonià i de la seva segona esposa Salònia.
Es va casar amb una rica dama romana, però el matrimoni no va ser afortunat i el van sorprendre en adulteri amb Lívia Drusa, germana de Marc Livi Drus, amb la qual tot seguit es va casar. Va ser el pare de Pòrcia i de Cató d'Utica. Ella tenia ja un fill, Quint Servili Cepió, al qual Salonià va fer de pare breument, i una filla, Servília, que va ser mare de Marc Juni Brutus, un dels assassins de Juli Cèsar.
Va ser partidari de Sul·la, però va morir abans de les proscripcions. Va ser tribú de la plebs en una data incerta, probablement a començament de la primera dècada del segle i aC, el 99 aC. Va morir quan era candidat a pretor en una data propera a l'any 98 aC.